# Dąbrowa (gmina Płoskinia)
Dąbrowa (niem. Schöndamerau) – wieś w Polsce, położona w województwie warmińsko-mazurskim, w powiecie braniewskim, w gminie Płoskinia.
| SIMC    | Nazwa   | Rodzaj     |
| ------- | ------- | ---------- |
| 0155300 | Bliżewo | przysiółek |

W latach 1975–1998 wieś należała administracyjnie do województwa elbląskiego. Wieś znajduje się w historycznym regionie Warmia.